# Les Albres
Les Albres é uma comuna francesa na região administrativa de Occitânia, no departamento de Aveyron. Estende-se por uma área de 15,22 km². Em 2010 a comuna tinha 352 habitantes (densidade: 23,1 hab./km²).